# GW Erco Shimano
GW Erco Shimano ist ein kolumbianisch-italienisches Radsportteam mit Sitz in Turin.

## Organisation
Der Sattelhersteller Selle Italia ist bereits seit 1989 als Sponsor im Radsport tätig. Er fungierte meist als Co-Sponsor, so hieß die Mannschaft zum Beispiel bis 2005 Colombia-Selle Italia. Das Team nimmt seit 2005 an den internationalen Radrennen als Professional Continental Team teil. Der Teammanager Gianni Savio ist dafür bekannt, junge Kletterspezialisten aus Südamerika zu unterstützen. Eine seiner Entdeckungen war der Venezuleaner José Rujano, der beim Giro d’Italia 2005 eine Etappe und das Bergklassement gewann, sowie knapper Dritter im Gesamtklassement wurde. Rujano wechselte nach dem Giro 2006 zur belgischen Mannschaft Quick Step-Innergetic. Savios verpflichtete zudem den jungen Kolumbianer José Serpa, der Anfang der Saison 2006 drei Etappen bei der Vuelta al Táchira gewann und zwei aufeinanderfolgende Etappen bei der Tour de Langkawi, bei der er auch 2008 eine Etappe gewinnen konnte.
In der Saison 2012 wurde das Team zunächst unter dem Namen Androni Giocattoli bei der UCI registriert. Am 20. Januar 2012 wurde durch das Teammanagement mitgeteilt, dass der venezolanische Staat zweiter Namenssponsor werden und das Team Androni Giocattoli-Venezuela heißen soll.
Nach zwei positiven Dopingtests der Fahrer Davide Appollonio und Fabio Taborre wurde das Team im August 2015 durch die Union Cycliste Internationale für 30 Tage gesperrt.
Infolge von Recherchen der italienischen Tageszeitung Corriere della Sera wurden dem Team 2016 vorgeworfen, die Regeln zu Mindestentgelten bei Professional Continental Teams zu umgehen, indem die Fahrer erhaltene Gehälter auf andere Konten zurückzahlen. Eine Untersuchung des Comitato Olimpico Nazionale Italiano endete im November 2016 mit dem Freispruch des Managers Gianni Savio. Die Verteidigung erklärte, Fahrer seien lediglich in legaler Weise in die Akquise von Kleinsponsoren einbezogen worden.
In der Saison 2022 geriet die Mannschaft durch den Rückzug des Hauptsponsors Drone Hopper in finanzielle Schwierigkeiten und beantragte für die Saison 2023 nur eine Lizenz als UCI Continental Team. Im Dezember wurde bekannt, dass das Team 2023 mit dem kolumbianischen Continental Team Colombia Tierra de Atleta-GW Bicicletas-Shimano fusionieren soll und den Namen GW Shimano Sidermec erhalten soll. Das Team soll großteils kolumbianische Talente umfassen.

## Platzierungen in UCI-Ranglisten

### Weltranglisten
UCI-Weltrangliste (bis 2004)
| Saison | Mannschaftswertung | Einzelwertung            |
| ------ | ------------------ | ------------------------ |
| 1996   | 28.                | Célio Roncancio (194.)   |
| 1997   | 41.                | Wassili Dawidenko (314.) |
| 1998   | 34.                | Romāns Vainšteins (133.) |
| 1999   | 26. (GSII)         | Marco Vergnani (332.)    |
| 2000   | 12. (GSII)         | Hernán Buenahora (195.)  |
| 2001   | 12. (GSII)         | Fredy González (132.)    |
| 2002   | 15. (GSII)         | José Castelblanco (238.) |
| 2003   | 13. (GSII)         | Fredy González (311.)    |
| 2004   | 15. (GSII)         | Fredy González (252.)    |

UCI World Calendar
| Saison | Mannschaftswertung | Einzelwertung          |
| ------ | ------------------ | ---------------------- |
| 2009   | 14.                | Michele Scarponi (34.) |
| 2010   | 17.                | Michele Scarponi (11.) |

UCI World Ranking
| World Ranking | World Ranking | World Ranking               | World Ranking |
| Jahr          | Teamwertung   | Einzelwertung               |               |
| ------------- | ------------- | --------------------------- | ------------- |
| 2016          | —             | Francesco Gavazzi (56. )    |               |
| 2017          | —             | Egan Bernal (60. )          |               |
| 2018          | —             | Iván Sosa (93. )            |               |
| 2019          | 24.           | Andrea Vendrame (81. )      |               |
| 2020          | 29.           | Miguel Flórez López (204. ) |               |
| 2021          | 27.           | Jhonatan Restrepo (182. )   |               |
| 2022          | 28.           | Natnael Tesfatsion (111. )  |               |
| 2023          | 86.           | Jhonatan Restrepo (612. )   |               |
| 2024          | 78.           | Alejandro Osorio (540. )    |               |
|               |               |                             |               |
| Quelle: UCI   |               |                             |               |

### Kontinentale Ranglisten 2005–2018
UCI America Tour
| Saison | Mannschaftswertung | Fahrerwertung         |
| ------ | ------------------ | --------------------- |
| 2005   | 2.                 | Edgardo Simón (1.)    |
| 2006   | 1.                 | José Serpa (1.)       |
| 2007   | 6.                 | Anthony Brea (9.)     |
| 2008   | 6.                 | Carlos Ochoa (4.)     |
| 2009   | 1.                 | José Serpa (5.)       |
| 2010   | 4.                 | José Serpa (26.)      |
| 2011   | 8.                 | José Serpa (14.)      |
| 2012   | 6.                 | Miguel Ubeto (3.)     |
| 2013   | 10.                | Carlos Ochoa (24.)    |
| 2014   | 11.                | Carlos Gálviz (9.)    |
| 2015   | 20.                | Carlos Gálviz (100.)  |
| 2016   | 30.                | Rodolfo Torres (114.) |
| 2017   | 17.                | Rodolfo Torres (30.)  |
| 2018   | 15.                | Rodolfo Torres (73.)  |

UCI Asia Tour
| Saison | Mannschaftswertung | Fahrerwertung                                 |
| ------ | ------------------ | --------------------------------------------- |
| 2005   | 14.                | José Rujano (16.)                             |
| 2006   | 9.                 | José Serpa (28.)                              |
| 2007   | 3.                 | Gabriele Missaglia (6.)                       |
| 2008   | 6.                 | Ruslan Iwanow (11.)                           |
| 2009   | 4.                 | Mattia Gavazzi (12.)                          |
| 2010   | -                  | -                                             |
| 2011   | 12.                | Jonathan Monsalve (11.)                       |
| 2012   | 7.                 | José Serpa (7.)                               |
| 2013   | 58.                | Jackson Rodríguez (258.) Omar Bertazzo (258.) |
| 2014   | 46.                | Kenny van Hummel (82.)                        |
| 2015   | 74.                | Francesco Chicchi (275.)                      |
| 2016   | 18.                | Marco Benfatto (23.)                          |
| 2017   | 7.                 | Kevin Rivera (41.)                            |
| 2018   | 32.                | Matteo Spreafico (223.)                       |

UCI Europe Tour
| Saison | Mannschaftswertung | Fahrerwertung             |
| ------ | ------------------ | ------------------------- |
| 2005   | 63.                | Simone Bruson (299.)      |
| 2006   | 19.                | Santo Anzà (15.)          |
| 2007   | 12.                | Alessandro Bertolini (1.) |
| 2008   | 8.                 | Francesco Ginanni (8.)    |
| 2009   | 7.                 | Francesco Ginanni (17.)   |
| 2010   | 6.                 | Michele Scarponi (13.)    |
| 2011   | 9.                 | Emanuele Sella (12.)      |
| 2012   | 4.                 | Franco Pellizotti (15.)   |
| 2013   | 4.                 | Franco Pellizotti (23.)   |
| 2014   | 21.                | Kenny van Hummel (94.)    |
| 2015   | 34.                | Oscar Gatto (116.)        |
| 2016   | 8.                 | Francesco Gavazzi (9.)    |
| 2017   | 8.                 | Manuel Belletti (92.)     |
| 2018   | 3.                 | Iván Sosa (11.)           |

UCI Oceania Tour
| Saison    | Mannschaftswertung | Fahrerwertung           |
| --------- | ------------------ | ----------------------- |
| 2005      | 11.                | Russell Van Hout (20.)  |
| 2006-2014 | -                  | -                       |
| 2015      | 11.                | Franco Pellizotti (25.) |
| 2016      | -                  | -                       |
| 2017      | -                  | -                       |
| 2018      | -                  | -                       |

## Mannschaft 2022
| Teamkader 2022                            | Teamkader 2022     | Teamkader 2022 | Teamkader 2022                                  |
| Name                                      | Geburtsdatum       | Land           | Vorheriges Team                                 |
| ----------------------------------------- | ------------------ | -------------- | ----------------------------------------------- |
| Juan Diego Alba                           | 11. September 1997 | Kolumbien      | Movistar Team (2021)                            |
| Mattia Bais                               | 19. Oktober 1996   | Italien        | Cycling Team Friuli (2019)                      |
| Gabriele Benedetti                        | 9. Juni 2000       | Italien        | Zalf Euromobil Fior (2021)                      |
| Alessandro Bisolti                        | 7. März 1985       | Italien        | Nippo-Vini Fantini (2017)                       |
| Alexander Cepeda (1. Jan.–31. Jul., Anm.) | 16. Juni 1998      | Ecuador        | Coraje Carchense (2019)                         |
| Luca Chirico                              | 16. Juli 1992      | Italien        | Torku Şekerspor (2017)                          |
| Eduard-Michael Grosu                      | 4. September 1992  | Rumänien       | Delko (2021)                                    |
| Trym Westgaard Holther                    | 9. Juli 2003       | Norwegen       |                                                 |
| Leonardo Marchiori                        | 13. Juni 1998      | Italien        | NTT Continental Cycling Team (2020)             |
| Umberto Marengo                           | 21. Juli 1992      | Italien        | Bardiani CSF Faizanè (2021)                     |
| Didier Merchán                            | 26. Juli 1999      | Kolumbien      | Colombia Tierra de Atletas-GW Bicicletas (2021) |
| Daniel Muñoz                              | 21. November 1996  | Kolumbien      | EPM (2018)                                      |
| Andrij Ponomar                            | 5. September 2002  | Ukraine        | Team Franco Ballerini (2020)                    |
| Simone Ravanelli                          | 4. Juli 1995       | Italien        | Biesse Carrera (2019)                           |
| Jhonatan Restrepo                         | 28. November 1994  | Kolumbien      | Manzana Postobón (2019)                         |
| Brandon Rojas Vega                        | 2. Juli 2002       | Kolumbien      | Colombia Tierra de Atletas-GW Bicicletas (2021) |
| Eduardo Sepúlveda                         | 13. Juni 1991      | Argentinien    | Movistar Team (2020)                            |
| Filippo Tagliani                          | 14. August 1995    | Italien        | Zalf Euromobil Désirée Fior (2020)              |
| Natnael Tesfatsion                        | 23. Mai 1999       | Eritrea        | NTT Continental Cycling Team (2020)             |
| Santiago Umba                             | 20. November 2002  | Kolumbien      |                                                 |
| Martí Vigo del Arco                       | 22. Dezember 1997  | Spanien        |                                                 |
| Edoardo Zardini                           | 2. November 1989   | Italien        | Vini Zabù (2021)                                |
| Ricardo Zurita                            | 10. November 2000  | Spanien        |                                                 |
| Andrea Piccolo (24. Jun.–31. Jul., Anm.)  | 23. März 2001      | Italien        | GSC Viris Vigevano Lomellina (2021)             |
|                                           |                    |                |                                                 |
| Quelle: ProCyclingStats                   |                    |                |                                                 |

Anmerkung: Alexander Cepeda, Teamwechsel
Anmerkung: Andrea Piccolo, Teamwechsel